# François Léveillée
 (octobre 2010).
Si vous disposez d'ouvrages ou d'articles de référence ou si vous connaissez des sites web de qualité traitant du thème abordé ici, merci de compléter l'article en donnant les références utiles à sa vérifiabilité et en les liant à la section « Notes et références ».
Pour les articles homonymes, voir Léveillée.
François Léveillée est un humoriste et auteur-compositeur-interprète québécois né le 23 août 1952.

## Biographie
Il s'est d'abord fait connaître au début des années 1980 en tant qu'auteur-compositeur-interprète. Engagé et louangé, l'artiste sort deux albums de compositions, Délivrance (1979) suivi de Thérapie (1983) et se voit remettre plusieurs prix avant de délaisser la chanson pour l'humour.
Au début des années 1990, il se fait connaître comme humoriste. Ses personnages, dont le très célèbre Bob Cashflow, en font un incontournable au Québec.
Plus tard, il s'occupe de la mise en scène de plusieurs spectacles dont les deux premiers de Lise Dion. Il collabore aussi à l'écriture de plusieurs spectacles de collègues humoristes tout en continuant d'être lui-même en tournée.
En 2012, il revient aux sources avec un troisième album intitulé Le deuxième rôle de ta vie.

## Spectacles
- 1997 : Ben correct
- 2000 : Welcome to l’an 2000
- 2005 : François Léveillée
- 2009 : On est ben accommodant
- 2015 : Tout est chimique

## Mises en scène
- Festival Juste pour rire
- Grand rire de Québec et ComédiHa
- Gala des Olivier (1999-2000)
- Sylvain Larocque
- Lise Dion
- Jean-Michel Anctil
- France D'Amour
- Geneviève Gagnon

## Filmographie

### Cinéma
- 1996 : Pudding chômeur : Aristide
- 2011 : Le Colis : Boudreau le policier
- 2013 : Il était une fois les Boys : le curé
- 2024 : Le Grand Vide de Jessy Dupont : Léo

### Télévision
- 1996 : La Petite Vie : Jean
- 2000 : Dominic et Martin : Gontrand
- 2001 : Réal-TV : le patron de la station
- 2002 : Annie et ses hommes : Georges Morin
- 2014 : Toute la vérité : membre du jury
- 2017 : Mémoire vive : patron de Christian

### Spécial télévisé
- 1999 : captation du spectacle Ben correct, à Super Écran
- 2000 : captation du spectacle Welcome to l'an 2000, à Super Écran
- 2006 : captation du spectacle François Léveillée, à TVA
- 2010 : captation du spectacle On est ben accommodant, à TVA

## Discographie
- 1979 : Délivrance
- 1983 : Thérapie
- 2012 : Le deuxième rôle de ta vie
- 2016 : La part des anges
- 2020 : Le Noël des promesses en l’air (chanson de noël)

## Littérature
- 2002 : Le village des valeurs perdues (recueil de nouvelles), Éditions Les Intouchables, 2002.